# Клуб служебного собаководства
Клуб служебного собаководства — ежегодный сборник выпускавшийся издательством ДОСААФ СССР с 1978 по 1991 год, по вопросам содержания, дрессировки, воспитания и использования собак служебных пород.  За указанный период выпущено четырнадцать сборников, в которых опубликовано более 230 статей, справочных материалов. Издание рассчитано на массового читателя, его общий тираж составил около 1,5 миллиона экземпляров.

## История издания
На страницах сборника регулярно размещались материалы о собаках служебных пород, их происхождении, особенностях конституции, экстерьера, поведения и использования человеком для различных целей. Вниманию читателей предлагались статьи об использовании собак в Советской Армии в годы Великой Отечественной войны для ездовой, минно-розыскной, караульной, сторожевой и разведывательной служб, службы связи и других вспомогательных целей. Отдельные материалы были посвящены использованию собак в пограничных войсках, войсках и органах МВД, на железнодорожном транспорте, для пастьбы овечьих отар, поиска руд и утечки газа, спасения утопающих людей, засыпанных снежными лавинами и при других стихийных бедствиях, в качестве проводников слепых, ездовых собак в трансконтинентальной экспедиции от Уэлена до Мурманска, осуществленной в 1982—1983 гг (получившей известность как  «Полярная экспедиция газеты „Советская Россия“»).
Значительный объем в сборнике составляли публикации о племенной работе, направленной на систематическое совершенствование собак служебных пород, обеспечение Вооруженных Сил СССР и народного хозяйства высококачественными молодыми собаками. Публикуемые в сборнике материалы отражали основные тенденции селекции служебных пород в СССР, где породные типы собак развивались с учетом локальных потребностей и нередко имели существенные отличия от зарубежных аналогов.  После развала Советского Союза многие специально выведенные отечественные породные типы (восточно-европейский тип немецкой овчарки, московская сторожевая, московский водолаз и др.) были утрачены или существенно сократили свою популяцию. Центральное место в сборнике отводилось ведущей в СССР служебной породе - немецкой (восточноевропейской) овчарке . Статьи раскрывали практику племенной работы, ее достижения и ошибки, задачи на предстоящий период. Подчеркивалась необходимость базирования всей селекционной работы на современных научных данных и передовом зоотехническом опыте.

## Авторский коллектив
Авторский коллектив составили известные в стране ученые, писатели, специалисты-кинологи Советской Армии, пограничных и внутренних войск, органов МВД СССР и других ведомств, ветераны служебного собаководства, специалисты и спортсмены клубов и собаководы-любители. Активное участие в подготовке сборника принимала общественная редакционная коллегия. 
Все годы сборник составлял заслуженный ветеринарный врач РСФСР В. Н. Зубко. Постоянный рецензент сборника — Центральный клуб служебного собаководства ДОСААФ, отдельные статьи рецензировались специалистами московских вузов.
По вопросам генетики собак, их физиологических особенностей, поведения, болезней выступали доктора биологических наук Е. К. Меркурьева, С. А. Корытин, Н. М. Вавилова, доктора ветеринарных наук П. Ф. Терехов, И. В. Хрусталева, доктор сельскохозяйственных наук С. Н. Хохрин, доктор медицинских наук В. Г. Кассиль, кандидаты биологических наук М. Н. Сотская, В. К. Карпов, кандидат ветеринарных наук А. В. Степанов, кандидат сельскохозяйственных наук Ю. Н. Пильщиков.

## Постоянные рубрики
- Опыт работы клубов
- Служебные собаки и их применение
- Племенная работа
- Содержание и дрессировка
- Спортивная и учебная работа
- Литературная страница
- Справочные сведения